# 木田守
木田 守（きだ まもる、1960年11月15日 - ）は、大分県出身の、日本の柔道選手である。階級は60kg級。身長162cm。得意技は一本背負投。

## 経歴
柔道は中学1年の時に友達の影響で始めた。大分県立国東高等学校から京都産業大学法学部へ進むと、2年の時から2年連続で学生選手権60kg級で2位となった。3年の時に講道館杯60kg級の決勝で新田高等学校教員の浅見三喜夫に敗れるが2位になった。4年の時には講道館杯で3位だったが、初開催となった正力国際では60kg級の初代チャンピオンとなった。また、西ドイツ国際及び東ドイツ国際でも優勝を飾った。1983年にはダイコロの所属になると、講道館杯では3位だった。1985年にはフランス国際で優勝するも、体重別では3位だった。1986年の講道館杯では決勝で山形県教育委員会の小沢雄二を破って優勝した。体重別では3位だった。

## 戦績
- 1980年 -　学生選手権　2位
- 1981年 -　講道館杯　2位
- 1981年 -　学生選手権　2位
- 1982年 -　東ドイツ国際　3位
- 1982年 -　講道館杯　3位
- 1982年 -　学生選手権　5位
- 1983年 -　西ドイツ国際　優勝
- 1983年 -　東ドイツ国際　優勝
- 1983年 -　講道館杯　3位
- 1984年 -　ソ連国際　3位
- 1985年 -　フランス国際　優勝
- 1985年 -　体重別　3位
- 1986年 -　講道館杯　優勝
- 1986年 -　体重別　3位

(出典、JudoInside.com)。